# Ciucbekken
Het Ciucbekken (Roemeens: Depresiunea Ciucului; Hongaars: Csiki medence) is een bekken van tektonisch-erosieve origine, gelegen in het centrale deel van de Oostelijke Karpaten in Roemenië. Het water in dit bekken wordt afgevoerd door de bovenloop van de Olt en haar zijrivieren: de Racu, Pustnic, Cozmeni, Segheș en de Beta. 

## Oppervlak
Het Ciucbekken heeft een lengte van 50 km en heeft een maximale breedte van 10 km, in totaal een oppervlakte van zo'n 300 km².

## Reliëf
Het reliëf bestaat vooral uit een grote alluviale vlakte die gevormd is door de terrassen van de Olt, vooral bestaande uit drassige weiden. Het bekken wordt gescheiden in twee uitlopers, één bij de Racu in het noorden, en één bij Jigodin in het zuiden die nog eens wordt opgesplitst in 3 delen, namelijk: Het Hoog Ciucbekken, dat gedomineerd wordt door heuvelachtig reliëf; het Centraal Ciucbekken en het Laag Ciucbekken, allebei gekenmerkt door grote weiden, moerassen en terrassen. 

## Klimaat
Het Ciucbekken wordt onderscheiden op het vlak van klimaat. Het heeft zeer lange nachten en winters en is zowel het koudste als natste gebied van heel Roemenië.

## Hydrografie
Het bekken heeft vele minerale, geneeskrachtige en mesothermale bronnen, die allen worden afgevoerd door de Olt en haar zijrivieren.

## Bevolking
De inwoners van het gebied noemen de regio Csíkszék. Tegenwoordig wonen er 115.000 personen in het Ciucbekken waarvan de meerderheid behoort tot de Hongaarse minderheid in Roemenië. De Hongaren behoren  tot de subgroep Szeklers.